# Ioánnis Boútos
Ioánnis « Yánnis » Boútos (grec moderne : Ιωάννης «Γιάννης» Μπούτος), né le 3 mai 1925 et mort le 8 juillet 2004, est un homme politique grec. Il est gouverneur de la Banque de Grèce et Ministre des Finances, de l'Agriculture et du Commerce.

## Biographie
Il meurt le 8 juillet 2004.